# Dino
Dino  è un nome proprio di persona italiano maschile.

## Varianti
- Alterati: Dinetto
- Femminili: Dina[1]

## Origine e diffusione
Rappresenta la forma tronca di diversi nomi che terminano in -dino e -dina, Aldino, Galdino, Bernardino, Corradino, Aladino, Leonardino, Leopoldino e via dicendo. La sua forma femminile è Dina, che però può avere anche un'origine differente.

## Onomastico
Il nome è di per sé adespota, ovvero non portato da alcun santo; l'onomastico può essere festeggiato il 1º novembre, giorno di Ognissanti, oppure lo stesso giorno del femminile, il 4 settembre, in memoria della beata Dina Bélanger, o ancora in concomitanza di quello del nome di cui costituisce un troncamento.

## Persone
- Dino, cantante italiano
- Dino Alfieri, politico italiano
- Dino Baggio, calciatore italiano

Dino Buzzati

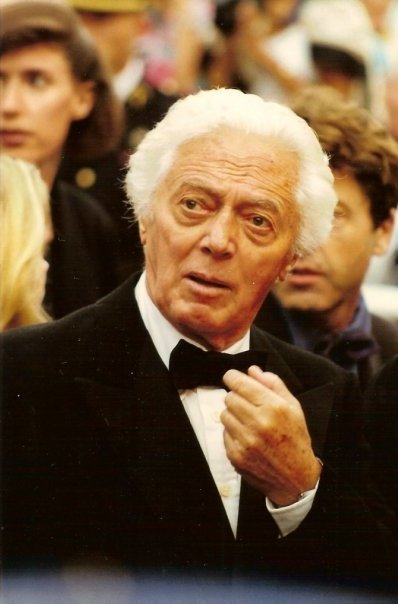
Dino Risi

- Dino Battaglia, fumettista italiano
- Dino Buzzati, scrittore, giornalista, drammaturgo, librettista e pittore italiano
- Dino Campana, poeta italiano
- Dino Cazares, chitarrista statunitense
- Dino Compagni, politico, scrittore e storico italiano
- Dino De Antoni, arcivescovo cattolico italiano
- Dino De Laurentiis, produttore cinematografico italiano
- Dino Dini, autore di videogiochi britannico
- Dino Ferrari, ingegnere italiano
- Dino Grandi, politico italiano
- Dino Jelusić, cantante e musicista croato
- Dino Meneghin, cestista e dirigente sportivo italiano
- Dino Merlin, cantante e musicista bosniaco
- Dino Morea, attore e modello indiano
- Dino Olivieri, musicista, compositore e direttore d'orchestra italiano
- Dino Rađa, cestista croato
- Dino Risi, regista e sceneggiatore italiano
- Dino Sani, calciatore brasiliano
- Dino Zoff, calciatore, allenatore di calcio e dirigente sportivo italiano